# Aldeias de montanha

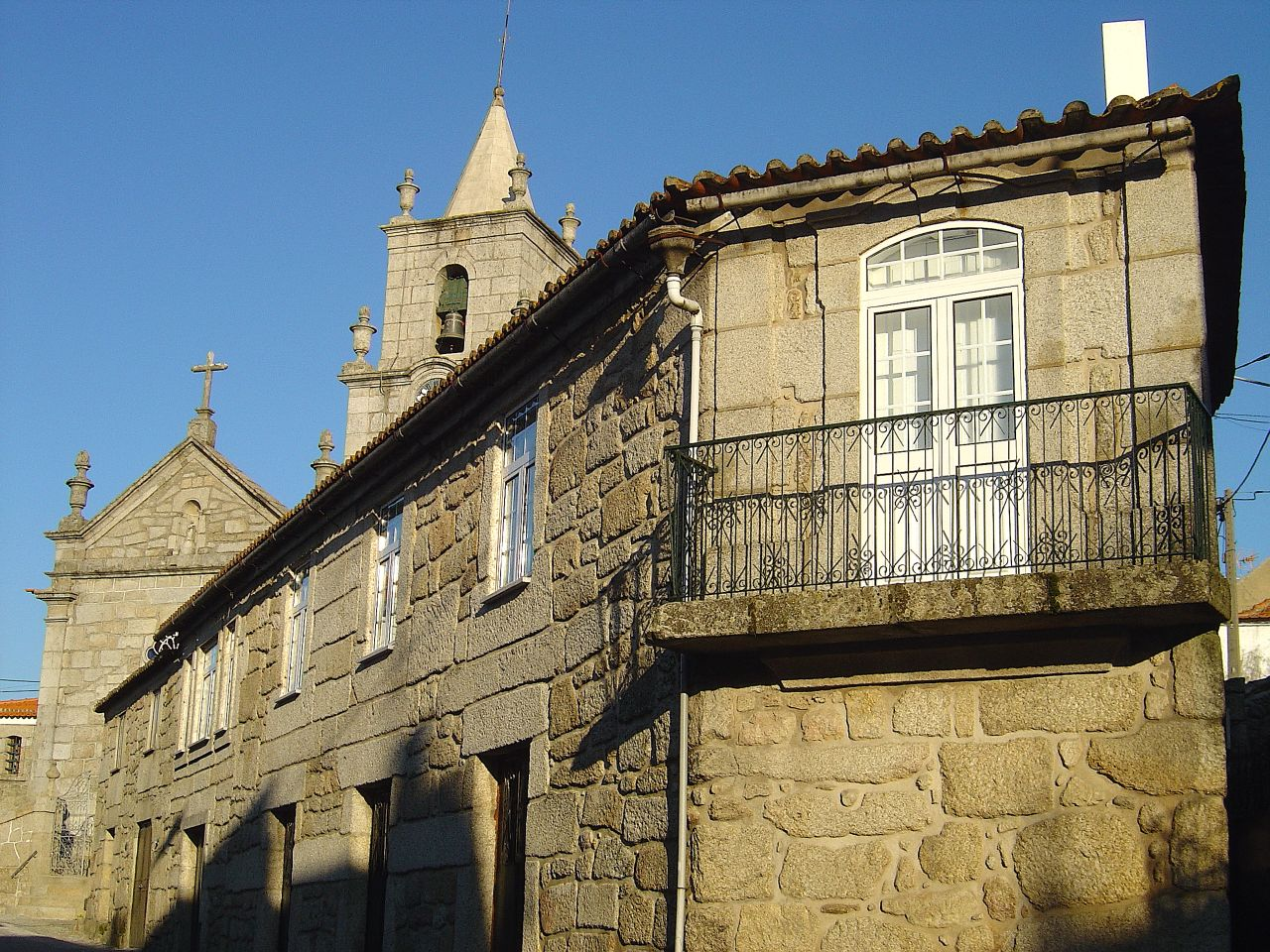
Aldeia de Montanha de Figueiró da Granja, em Fornos de Algodres

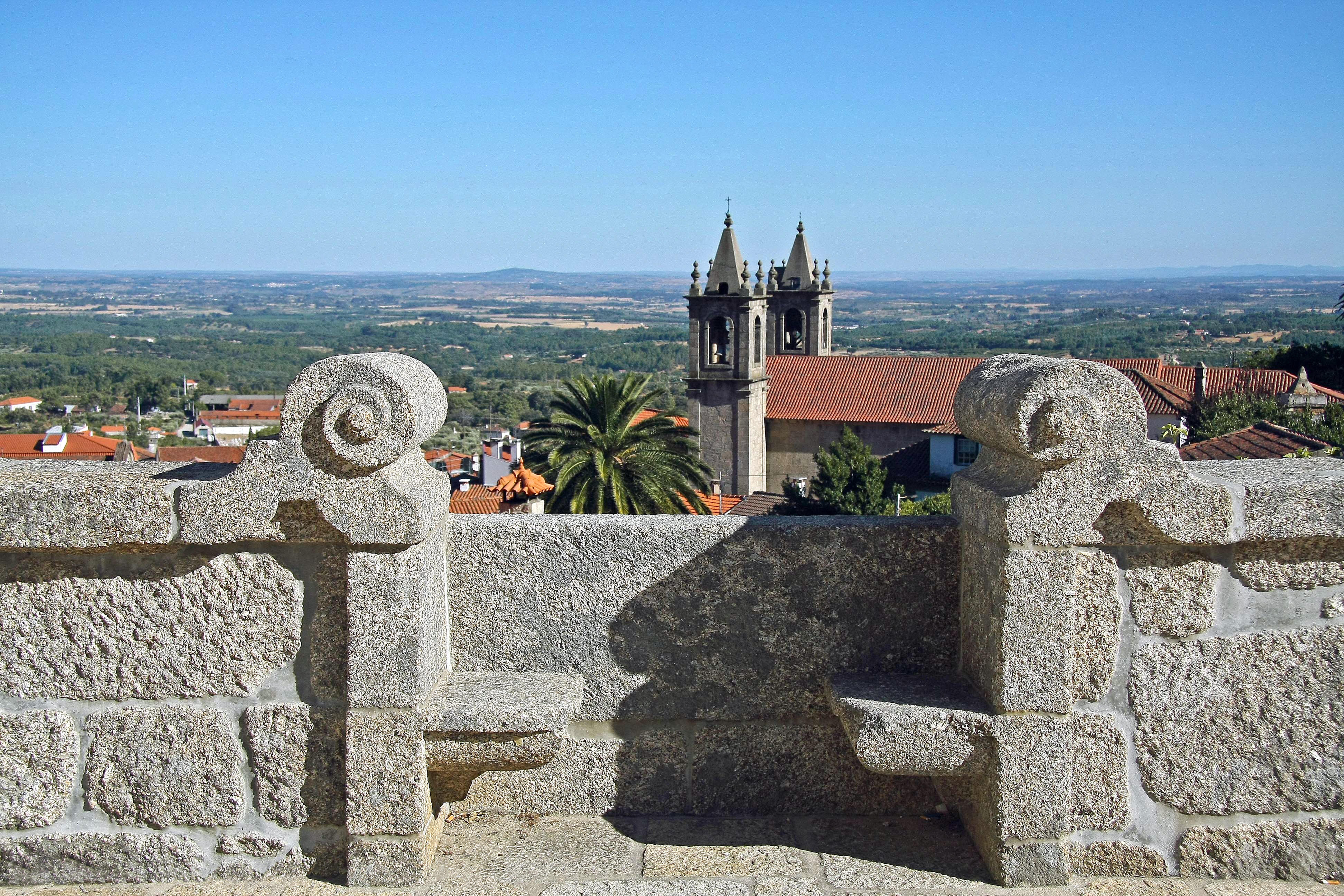
Aldeia de Montanha de Alpedrinha, no Fundão

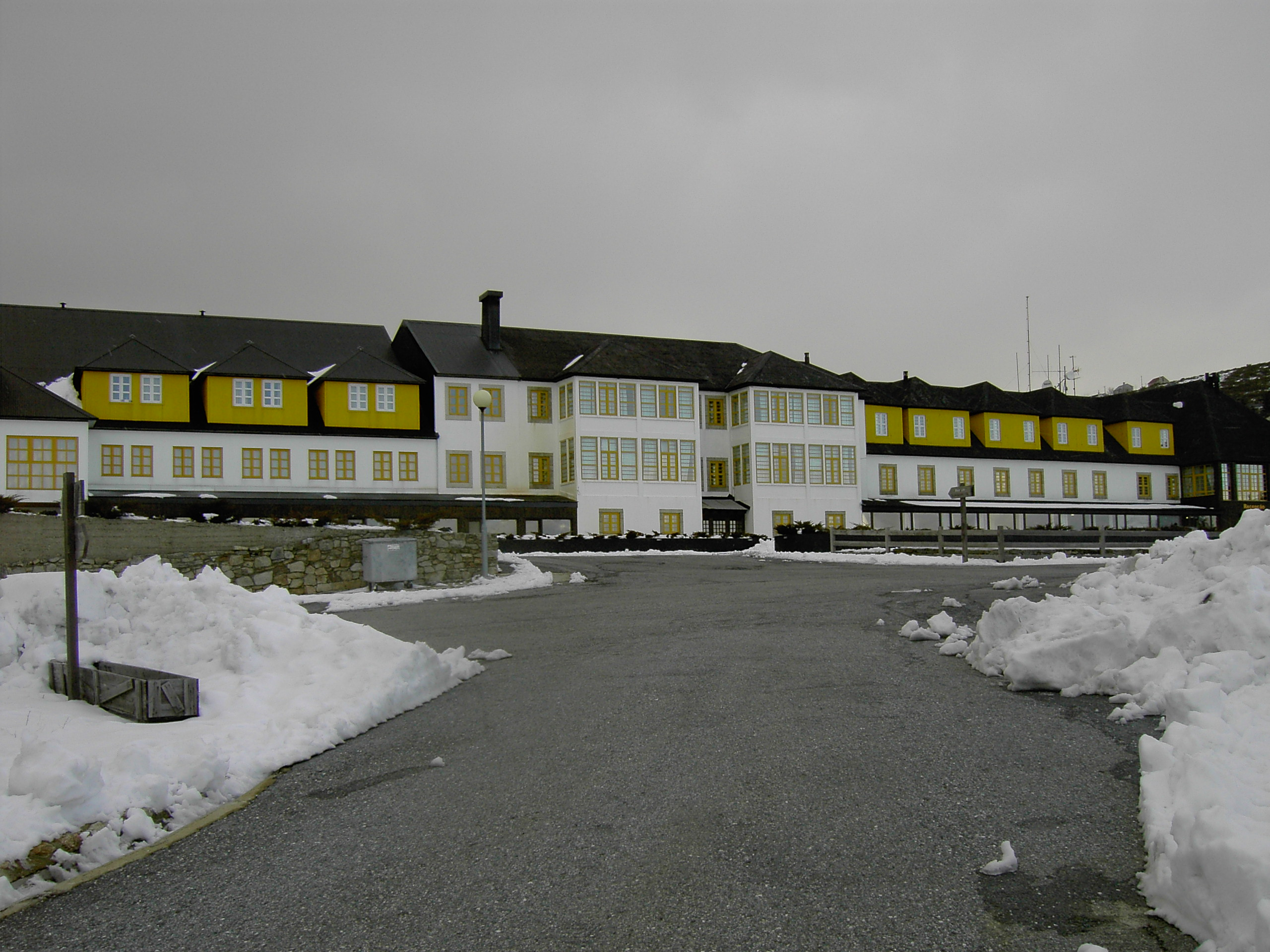
Aldeia de Montanha de Penhas da Saúde, na Covilhã

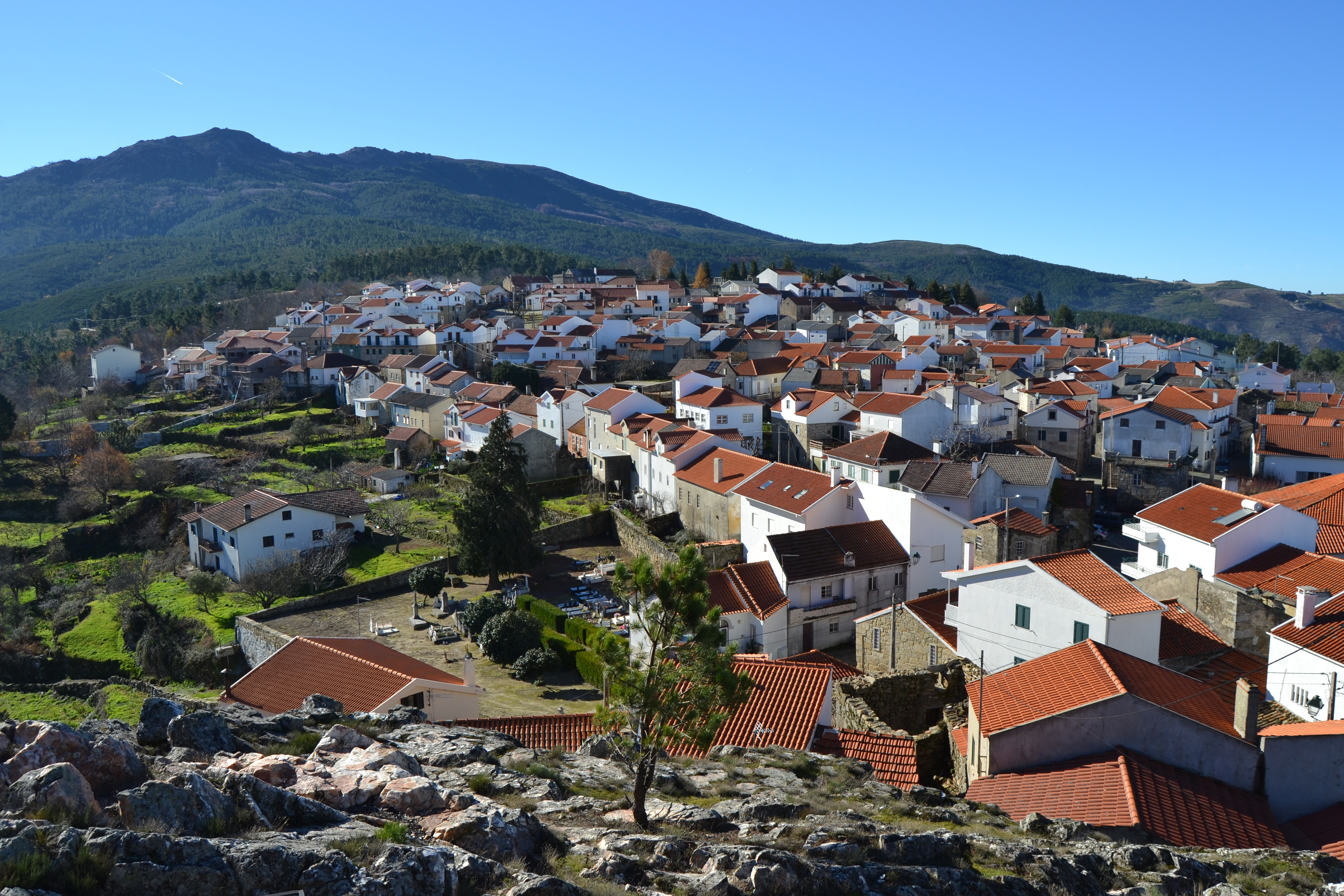
Aldeia de Montanha de Folgosinho, em Gouveia

As Aldeias de Montanha são um conjunto de aldeias localizadas entre o Parque Natural da Serra da Estrela e a Paisagem Protegida da Serra da Gardunha, nos concelhos de Covilhã, Seia, Guarda, Manteigas, Celorico da Beira, Oliveira do Hospital, Gouveia, Fundão e Fornos de Algodres.
O Projeto Aldeias de Montanha é dinamizado pela ADIRAM - Associação de Desenvolvimento Integrado da Rede de Aldeias de Montanha. Integra a Estratégia de Eficiência Coletiva PROVERE (Programa de Valorização Económica dos Recursos Endógenos) denominada por “iNature - Turismo Sustentável em Áreas Classificadas”.

## Objetivos
O objetivo do Projeto é a valorização do conhecimento do conjunto das aldeias, procurando estimular o desenvolvimento assente nas fortes tradições rurais marcadas por uma vivência de montanha e em novos fatores de competitividade como o desenvolvimento tecnológico, a criatividade e inovação, a economia da partilha, a solidariedade e a sustentabilidade.
O lema das Aldeias de Montanha é "Natureza autêntica, Pessoas genuínas".

## História
O projeto-piloto iniciou-se em 2013 no concelho de Seia, com 9 aldeias: Alvoco da Serra, Cabeça, Lapa dos Dinheiros, Loriga, Póvoa Velha, Sabugueiro, Sazes da Beira, Teixeira, Valezim e Vide. Procurou-se que estas aldeias integrassem os roteiros turísticos principais da Serra da Estrela. Com o desenvolvimento do projeto, a rede de Aldeias de Montanha foi alargada, de forma a integrar os concelhos que partilham a identificação com a Serra da Estrela, passando a contar com 9 concelhos e 41 aldeias no total.

## Rede de Aldeias de Montanha
Na sua totalidade, a Rede de Aldeias de Montanha integra um conjunto de 41 povoações de 9 concelhos:
| - No concelho de Seia: - Alvoco da Serra - Cabeça - Lapa dos Dinheiros - Póvoa Velha - Sabugueiro - Sazes da Beira - Teixeira - Valezim - Vide - Vila de Loriga - No concelho de Celorico da Beira: - Cadafaz - Prados - Rapa - Salgueirais - Vide Entre Vinhas | - No concelho da Covilhã: - Cortes do Meio - Erada - Estância de montanha de Penhas da Saúde - São Jorge da Beira - Verdelhos - No concelho de Fornos de Algodres: - Algodres - Figueiró da Granja - No concelho do Fundão - Alcaide - Alcongosta - Vila de Alpedrinha - No concelho de Gouveia: - Aldeias - Figueiró da Serra - Folgosinho - Mangualde da Serra - Melo | - No concelho da Guarda: - Famalicão - Fernão Joanes - Trinta - Meios - Corujeira - Valhelhas - Videmonte - No concelho de Manteigas: - Estância de montanha de Penhas Douradas - Sameiro - Vale de Amoreira - Vila de Manteigas - No concelho de Oliveira do Hospital: - Alvoco das Várzeas - São Gião |

### Rede estruturante
Dentro da Rede de Aldeias de Montanha, destacam-se 28 aldeias estruturantes no território:
| - No concelho de Seia: - Loriga - Alvoco da Serra - Lapa dos Dinheiros - Sabugueiro - Valezim - Cabeça - Vide - No concelho de Celorico da Beira: - Prados - Salgueirais - Vide Entre Vinhas | - No concelho da Covilhã: - Cortes do Meio - São Jorge da Beira - Verdelhos - No concelho de Fornos de Algodres: - Algodres - Figueiró da Granja - No concelho do Fundão - Alcaide - Alcongosta - Alpedrinha - No concelho de Gouveia: - Aldeias - Folgosinho - Melo | - No concelho da Guarda: - Famalicão - Trinta - Meios - Corujeira - Valhelhas - Videmonte - No concelho de Manteigas: - Vila de Manteigas - No concelho de Oliveira do Hospital: - Alvoco das Várzeas - São Gião |

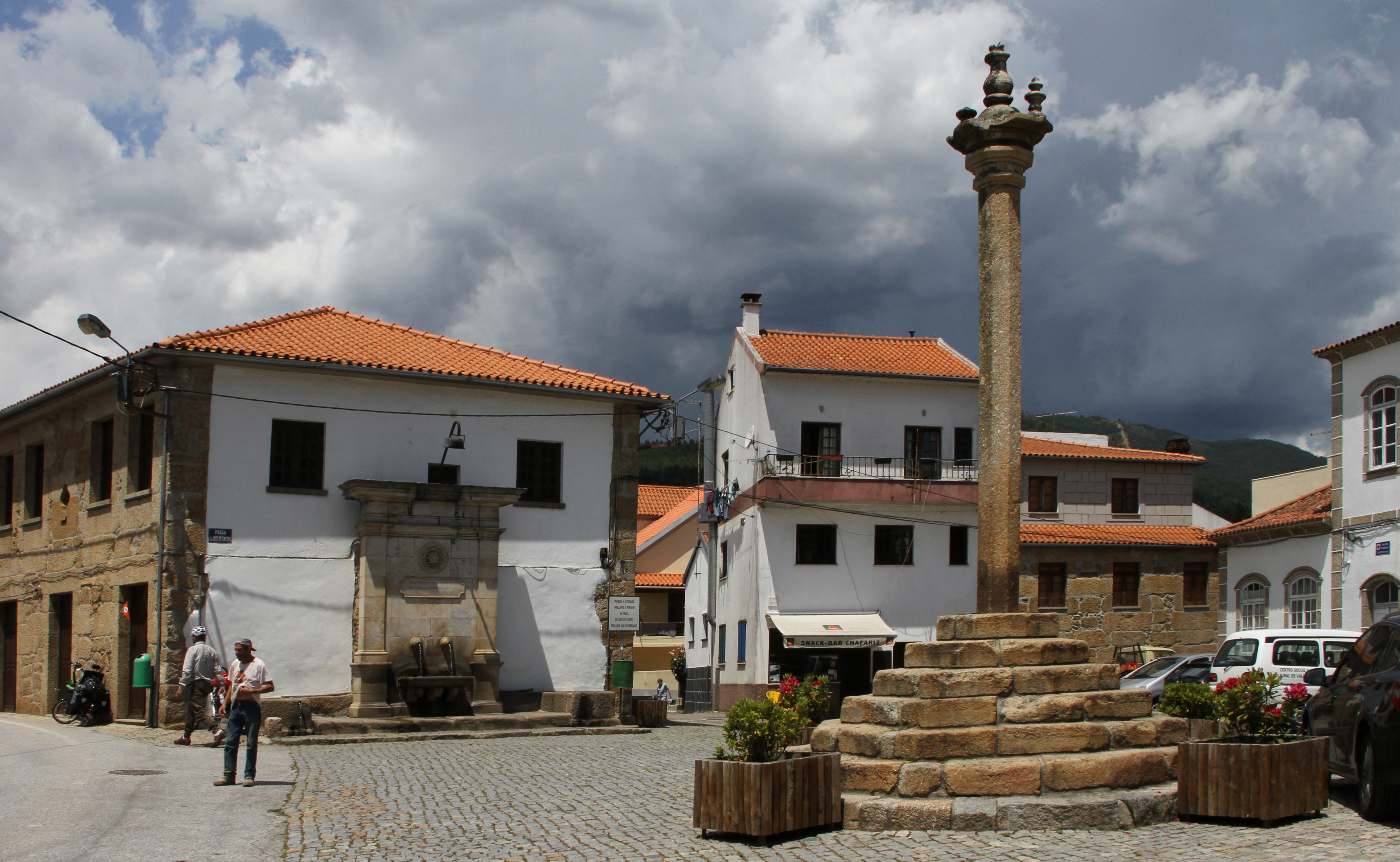
Aldeia de Montanha de Valhelhas, na Guarda

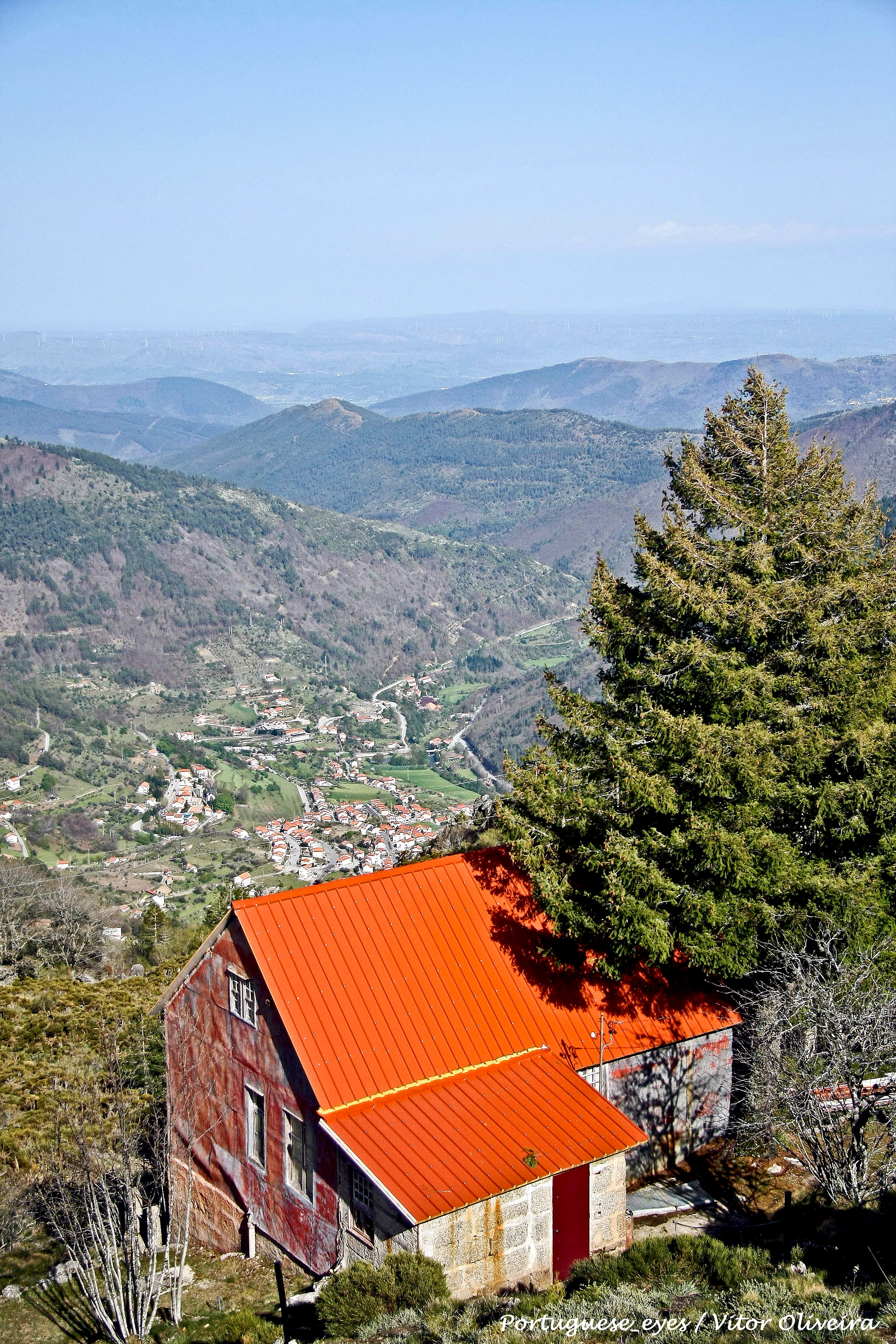
Aldeia de Montanha de Penhas Douradas, em Manteigas

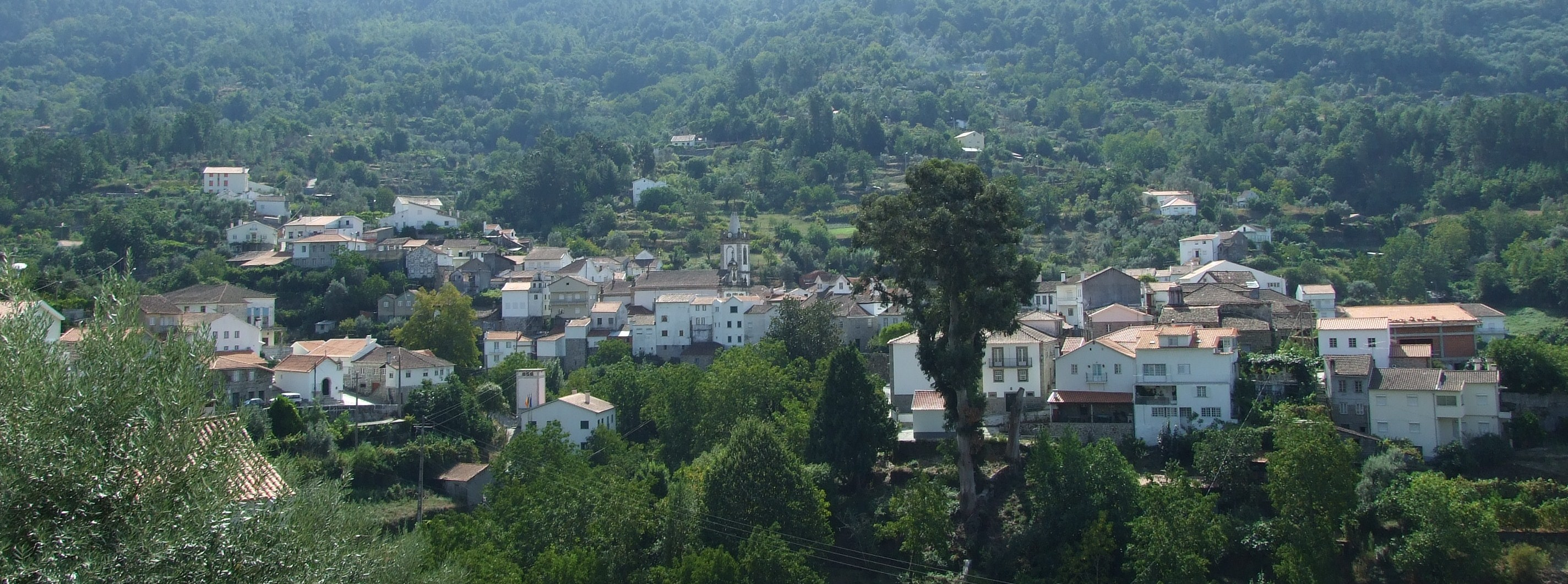
Aldeia de Montanha de São Gião, em Oliveira do Hospital

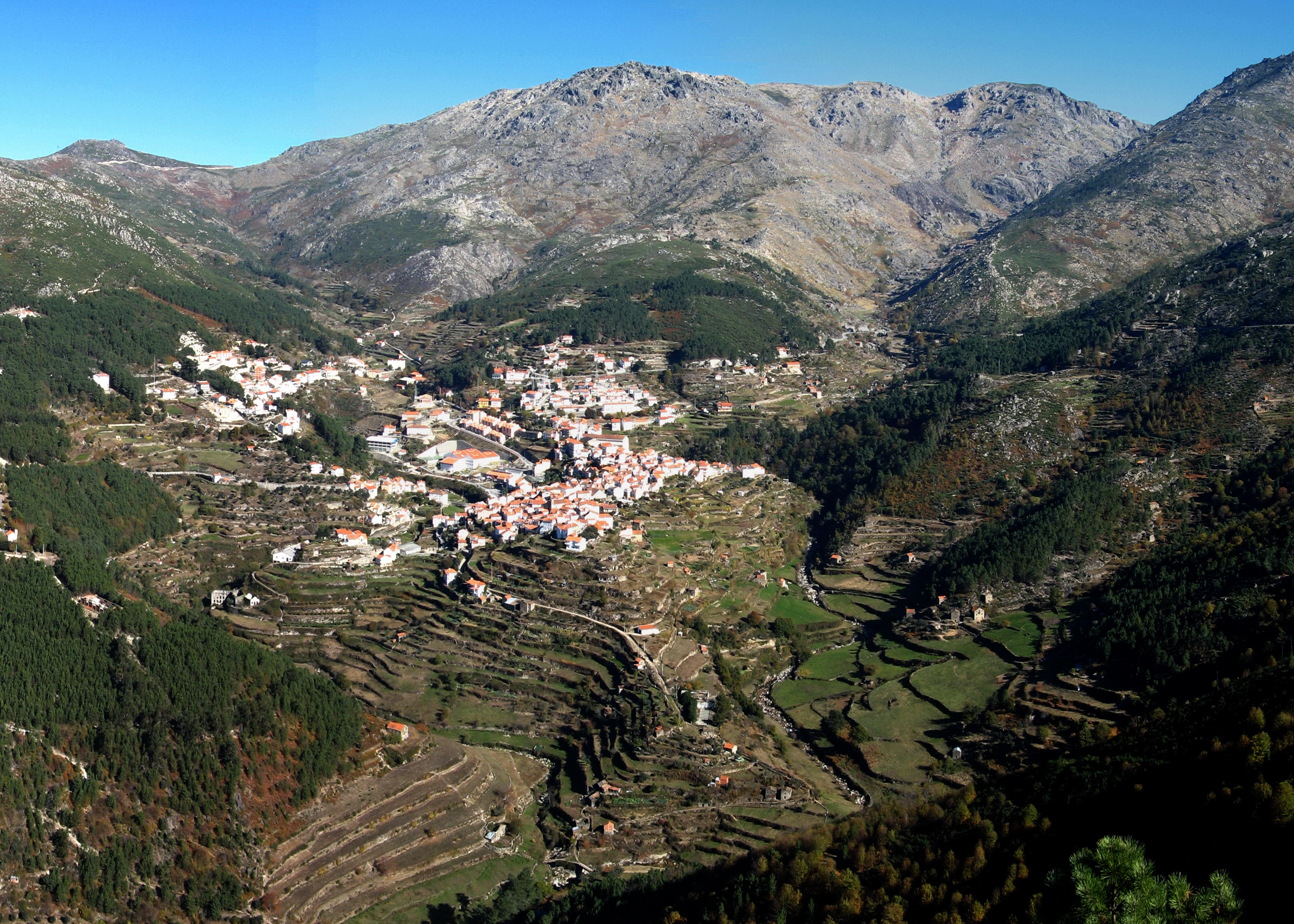
Aldeia de Montanha de Loriga, em Seia

## Atividades e projetos
- Caminhos de Montanha: rede de percursos pedestres e cicláveis que permitem descobrir a montanha, através da exploração da diversidade natural e cultural associada às Aldeias de Montanha;

- Festas de Montanha: dinamização de eventos associados às vivências das aldeias, onde as comunidades locais são responsáveis pela organização das iniciativas:

| Festa                                                      | Localização                   | Época                         |
| ---------------------------------------------------------- | ----------------------------- | ----------------------------- |
| Festas do Solstício - Caminhada do Lampião                 | Alvoco da Serra               |                               |
| Festival Literário de Melo                                 | Melo                          |                               |
| Aldeia Mineira                                             | São Jorge da Beira            | Junho                         |
| Míscaros - Festival do Cogumelo                            | Alcaide                       | 3.º fim de semana de Novembro |
| Festival das Paisagens Sonoras                             | Alvoco das Várzeas            |                               |
| Festival da Lã                                             | Trinta - Meios - Corujeira    | 8 e 9 de Junho                |
| Festival Pão Nosso                                         | Videmonte                     | 28 e 29 de Julho              |
| Festival da Água                                           | Aldeias                       |                               |
| Festival Músicas do Bosque                                 | Lapa dos Dinheiros            |                               |
| Festival das Hortas                                        | Algodres e Figueiró da Granja | Setembro                      |
| Aldeia Natal                                               | Cabeça                        | Dezembro                      |
| Mountain Sky View                                          | São Gião                      |                               |
| Festival de Outono                                         | Manteigas                     |                               |
| Festival da Cereja                                         | Alcongosta                    | 2.º fim de semana de Junho    |
| Chocalhos – Festival dos Caminhos da Transumância          | Alpedrinha                    | 3.º fim de semana de Setembro |
| Sabores de Montanha - Experiências Gastronómicas na Aldeia | Prados, Rapa e Salgueirais    |                               |
| Sabores de Montanha - Experiências Gastronómicas na Aldeia | Famalicão da Serra            |                               |
| Sabores de Montanha - Experiências Gastronómicas na Aldeia | Alvoco das Várzeas e São Gião |                               |
| Sabores de Montanha - Experiências Gastronómicas na Aldeia | Verdelhos e Cortes do Meio    |                               |

- Espaços de coworking rural: criação de espaços de trabalho partilhado em edifícios desocupados das aldeias de montanha de Lapa dos Dinheiros, Videmonte e Alvoco das Várzeas. Estes espaços irão abrir em 2021;[5]

### Teses universitárias
- Teodoro, Ana Filipa Gouveia (2015). O sucesso do turismo no espaço rural da Serra da Estrela: realidades e utopias, Escola Superior Agrária de Coimbra, Mestrado em Ecoturismo.
- Monteiro, Inês Cunha (2015). Proposta de melhoria da presença online da marca Cabeça, Aldeia Natal, Escola Superior de Comunicação Social, Relatório de estágio.
- Garcia, João Filipe Santos (2016). Redescobrindo os Caminhos do Passado: Roteiro do Património Arquitetónico e Arqueológico das Povoações de Montanha no Concelho de Seia, Mestrado em Arqueologia, Faculdade de Ciências Sociais e Humanas da Universidade Nova de Lisboa.
- Sousa, André Emanuel Rebelo (2018). Aldeias de Montanha  - Revitalização das Aldeias de Salgueirais, Figueiró da Serra e Melo, Mestrado Integrado em Arquitetura, Universidade da Beira Interior.
- Marques, Ana Mafalda da Conceição (2019). Slow Tourism no desenvolvimento dos territórios de baixa densidade, Mestrado em Turismo Especialização em Planeamento e Gestão em Turismo de Natureza e Aventura, Escola Superior de Hotelaria e Turismo do Estoril.